# Steve Sidwell
Steven James Sidwell (Wandsworth, 14 de dezembro de 1982) é um futebolista inglês. Atualmente, joga pelo Stoke City.

## Carreira
Sidwell iniciou sua carreira nas categorias de base do Arsenal, mas não  jogou nenhuma partida pelo clube pois logo foi transferido para várias equipes pequenas até chegar ao Reading onde jogou de 2003 a 2007. Lá foi o maestro do time que saiu da quarta para a primeira divisão, onde o Reading terminou a temporada na oitava colocação.
Por estes feitos Sidwell é considerado o maior ídolo da historia do clube. Em 2007 foi para o Chelsea para atuar como volante.
No inicio da temporada 2008-09 foi contratado pelo Aston Villa, após ser dispensado pelo novo técnico do Chelsea. Em 2011 foi contratado pelo Fulham a custo zero, ficando três temporadas no clube londrino ate o rebaixamento do clube no final da temporada 2013/2014. No final do seu contrato com o Fulham, transferiu-se para o Stoke City.

## Títulos
Arsenal
- FA Youth Cup: 1999–2000, 2000–01

Reading
- Football League Championship: 2005–06

Aston Villa
- Copa da Paz : 2009

Brighton & Hove Albion
- EFL Championship: Vice - 2016–17